# 王大泉
王大泉（1973年12月—），中华人民共和国政治人物，曾任抚松县副县长，白山市经济技术合作局党组副书记、副局长，白山市住房和城乡建设局党组书记、局长等職。2025年5月，王大泉涉嫌严重违纪违法，接受吉林省纪委监委纪律审查和监察调查。